# إيان ماكلين
إيان ماكلين هو لاعب كرة قدم كندي في مركز الدفاع، ولد في 13 أغسطس 1966 في بيزلي في المملكة المتحدة. شارك مع منتخب كندا لكرة القدم. أما مع النوادي، فقد لعب مع كارديف سيتي ونادي بريستول روفيرز ونادي روذرهام يونايتد.

## وصلات خارجية
- إيان ماكلين على موقع قاعدة بيانات كرة القدم.إي يو (الإنجليزية)
- إيان ماكلين على موقع ناشيونال فوتبول تيمز (الإنجليزية)
- إيان ماكلين على موقع Soccerbase.com (لاعب) (الإنجليزية)